# E94号線

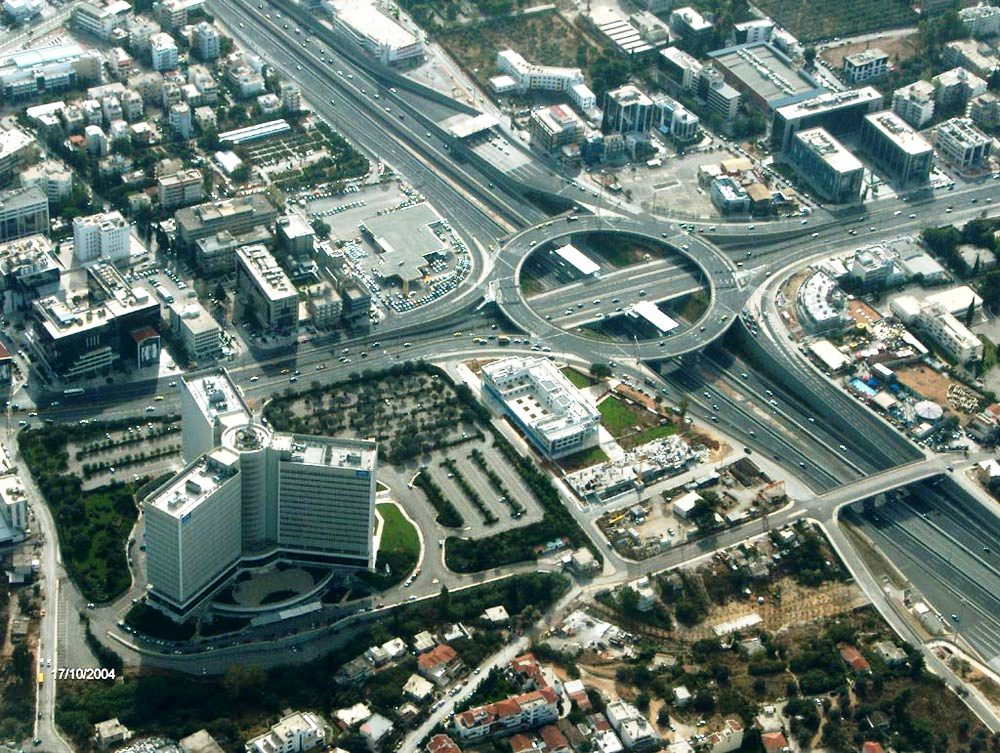
アテネ郊外のインターチェンジ

E94号線 (E94ごうせん、英: European route E94) は、欧州自動車道路のAクラス幹線道路。全線がギリシャにあり、コリントスとアテネを結ぶ。

## 経路

### 経過する主要都市
- ギリシャ
  - E65 コリントス
  - E75 アテネ